# Пунктуальність
Пунктуальність — характеристика виконання обов'язкового завдання або виконання зобов'язання у встановлений термін. «Пунктуальний» часто використовується як синонім «вчасний».
Протилежною ознакою є спізнення.
Кожна культура, як правило, має власне розуміння того, що вважається прийнятним ступенем пунктуальності. Як правило, невелике запізнення є прийнятним (зазвичай у більшості західних культур приблизно на п'ять-десять хвилин), але це залежить від контексту, наприклад, це може не стосуватися запізнення на прийом до лікаря.
У деяких культурах існує негласне розуміння того, що фактичні крайні терміни відрізняються від заявлених, наприклад, зі ставленням до часу в Африці для деяких типів неформальних або соціальних подій час прибуття вважається само собою зрозумілим. Наприклад, у певній культурі може бути зрозуміло, що відвідувачі з'являться пізніше, ніж передбачено подією. У цьому випадку, оскільки всі розуміють, що вечірка о 21:00 насправді розпочнеться близько 22:00, ніхто не відчуває незручностей, коли всі приходять о 22:00.
У культурах, які цінують пунктуальність, запізнення сприймається як неповага до часу інших і може розглядатися як образа. У таких випадках пунктуальність може бути забезпечена соціальними покараннями, такими як виключення запізнілих осіб низького статусу з участі в зустрічах. Такі міркування можуть призвести до розгляду важливості[прояснити] пунктуальності в економетриці та розгляду впливу непунктуальності на інших у теорії масового обслуговування[джерело?].

## Подальше читання
- Basu, Kaushik; Weibull, Jörgen W. (10 червня 2002). Punctuality: A Cultural Trait as Equilibrium. Working Paper No. 02-26. MIT Department of Economics. SSRN 317621.
- Brahimi, M.; Worthington, D. J. (September 1991). Queueing Models for Out-Patient Appointment Systems – A Case Study. Journal of the Operational Research Society[en]. 42 (9): 733—746. doi:10.1057/jors.1991.144. ISSN 0160-5682. JSTOR 2583656.
- Chamberlain, Andrew. The economics of punctuality. The Idea Shop. Архів оригіналу за 16 липня 2011. Процитовано 11 липня 2007.